# Pay driver

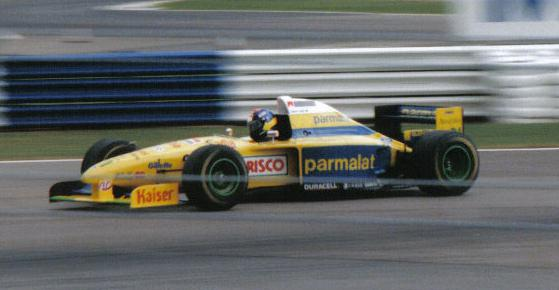
Il pay driver Pedro Paulo Diniz alla guida della sua Forti nel campionato mondiale di Formula 1 1995

Con il termine pay driver (letteralmente "pilota a pagamento"; in italiano noto come pilota con la valigia) si intende negli sport motoristici un pilota professionista che per svolgere la sua mansione non viene retribuito, ma al contrario è lui che paga la scuderia grazie alle proprie risorse finanziarie o al sostegno di uno sponsor.

## Tipologie
I pay driver sono molto comuni in molte serie professionistiche secondarie di sviluppo, come GP2, Formula 3, NASCAR Nationwide Series e Firestone Indy Lights. In tutte queste formule i giovani talenti vengono finanziati da sponsor per sperare di ben impressionare e ottenere un contratto professionistico nelle categorie maggiori. Molte scuderie puntano proprio su questi giovani per avere gli sponsor e quindi il denaro necessario ad affrontare la stagione.
Il pilota pagante può essere sostanzialmente di due tipi:
- può avere risorse proprie o di famiglia, in questo caso letteralmente "compra" per tutta la stagione o "affitta" per qualche gara il sedile pagando in contanti e non riceve nessuna retribuzione per il lavoro svolto;
- può essere sostenuto da sponsor, ovvero aziende o imprenditori che investono nella sua carriera nella speranza di guadagnarne in pubblicità nel caso il pilota dovesse vincere. In questo caso l'azienda si offre di sponsorizzare la scuderia a condizione che questa assuma il pilota. In questa situazione è possibile che il pilota riceva anche una retribuzione, ovviamente corrisposta dalla scuderia in proporzione e con i fondi provenienti dallo sponsor in questione.

Molti grandi campioni dell'automobilismo hanno iniziato la carriera come pay driver nelle formule minori. Tuttavia i futuri campioni hanno dimostrato talento e in seguito non hanno avuto bisogno di sponsor per trovare un ingaggio; ad esempio Michael Schumacher e Fernando Alonso agli inizi delle loro carriere sono stati aiutati economicamente da imprenditori locali o proprietari di scuderia e grazie al loro talento, confermato dai risultati, sono in seguito diventati piloti professionisti contesi tra le migliori scuderie.
Nella storia non sono mancati casi di pay driver che hanno pagato per correre direttamente ai livelli più alti dell'automobilismo (Formula 1, Champ Car, NASCAR e via dicendo) senza avere la preparazione (e in molti casi nemmeno il talento), ma questi piloti paganti non hanno mai ottenuto risultati di rilievo.

### Formula 1
Per molti anni in Formula 1 le regole che consentivano il cambio di piloti durante una stagione erano molto permissive, per questo ci sono state scuderie che ricorrevano stabilmente ai pay driver che correvano una o due gare per autofinanziarsi. Uno dei migliori esempi è la Frank Williams Racing Cars (predecessore della Williams F1) che realizzò addirittura dei profitti a metà degli anni 1970 affittando letteralmente la seconda macchina gara per gara e arrivando a far correre una decina di piloti paganti a stagione. A causa di questo atteggiamento le regole sul cambio dei piloti furono rese più restrittive.
Con il passare degli anni il ricorso ai pay driver è diventato una prerogativa dei piccoli team, spesso in difficoltà economiche, che necessitavano dei capitali apportati da un pilota pagante e dai suoi sponsor, arrivando spesso a diventarne dipendenti. Il caso più eclatante fu quello della Forti Corse, che nel 1995 assunse il pilota brasiliano Pedro Paulo Diniz essenzialmente perché figlio di Abílio dos Santos Diniz, uno degli uomini più ricchi del Brasile (proprietario di una delle più grandi catene di supermercati del paese), e che grazie alle proprie risorse personali e ai rapporti d'affari con la Parmalat portò alla piccola scuderia i capitali necessari per sopravvivere; quando nel 1996 Diniz scelse di passare alla Ligier, portò con sé tutte le sponsorizzazioni, e la Forti fu costretta a ritirarsi a metà stagione dichiarando fallimento.
Tra i piloti ricordati per le ingenti somme di denaro che i loro sponsor hanno sborsato per finanziare la carriera in Formula 1 (spesso con risultati mediocri) troviamo Ricardo Rosset, Taki Inoue, Esteban Tuero, Gaston Mazzacane, Niki Lauda, Marc Gené, Pedro de la Rosa, Ukyo Katayama, Jos Verstappen, Narain Karthikeyan, Karun Chandhok, Toranosuke Takagi, Jean-Denis Délétraz, Will Stevens, Esteban Gutiérrez, Felipe Nasr e Nicholas Latifi. 
In anni più recenti vi sono stati anche piloti sostenuti dai governi dei loro paesi, desiderosi di avere nella massima serie automobilistica un pilota rappresentante della loro nazione. In questi casi i finanziamenti possono essere sia diretti (provenienti dal governo stesso) sia indiretti, con incentivi ad aziende del paese a finanziare il pilota: tra questi troviamo il malese Alex Yoong, il russo Vitalij Petrov, l'indonesiano Rio Haryanto (tutti primi piloti dei rispettivi paesi a gareggiare in F1), e soprattutto il venezuelano Pastor Maldonado che, tra il 2011 e il 2015, ebbe il sedile garantito in F1 grazie all'enorme sostegno della compagnia petrolifera PDVSA (a gestione statale) nonché del presidente del suo paese Hugo Chávez, amico della sua famiglia, grazie ai quali portò in dote la cifra complessiva di 35 milioni di dollari.
Per il 2022 Guanyu Zhou ha firmato un contratto annuale con la Alfa Romeo F1 Team Orlen grazie alla sponsorizzazione del governo cinese, diventando quindi il primo pilota cinese a gareggiare in Formula 1.
Uno dei piloti paganti più noti è Lance Stroll, figlio del miliardario Lawrence Stroll, che, dopo aver corso da pagante per la Williams, corre con la Force India, oggi chiamata Aston Martin F1 Team, acquistata dal padre con l'esplicito intento di far correre il figlio.
Nel 2021 un altro pilota pagante, Nikita Mazepin, è approdato in Formula 1 grazie alla sponsorizzazione della Uralkali, di proprietà del padre Dmitri Mazepin, diventato title sponsor della Haas. Successivamente, in seguito alle tensioni dovute all'invasione dell'Ucraina da parte della Russia, la Haas ha deciso di rescindere entrambi i contratti gareggiando difatti con il nome Uralkali Haas F1 Team per la sola stagione 2021.
Vi sono stati anche piloti appoggiati da alcuni grandi costruttori motoristici, anche in questo caso spesso in virtù della loro nazionalità: si parla di pay-driver nei casi in cui la squadra garantisce al pilota un sedile in cambio di favori da parte del fornitore dei motori (maggiore assistenza tecnica, sconti sulla fornitura, ecc.).
I casi più frequenti sono stati di piloti giapponesi come Satoru Nakajima, Aguri Suzuki e Shinji Nakano che, tra la fine degli anni '80 e gli anni '90, hanno potuto partecipare al campionato di F1 grazie al sostegno della Honda.
Negli anni 2000 la stessa Honda ha agevolato notevolmente la carriera di Takuma Sato, mentre nello stesso periodo Kazuki Nakajima ha ottenuto un posto alla Williams tramite l'appoggio della Toyota, fornitrice di motori del team inglese